# Паламед
Паламе́д (др.-греч. Παλαμήδης) — в древнегреческой мифологии эвбейский герой, сын Навплия и Климены.
Согласно Вергилию, сын Бела. Изобрёл буквы (либо изобрёл только 11 букв, в добавление к семи, изобретённым мойрами; по Плинию и Плутарху, добавил 4 буквы к 16). Изобретя игру в кости, посвятил их в храм Тихи в Аргосе. Либо изобрёл игру в шашки, в которую играли два Эанта и Протесилай. Изобрёл числа и измерение времени по годам, месяцам и дням, меры веса и длины, цифры, монеты.

## Жизнеописание
Участник Троянской войны. Паламед одним из первых откликнулся на призыв идти на Трою.
Именно Паламед разоблачил мнимое сумасшествие недавно женившегося на прекрасной Пенелопе Одиссея, не желавшего идти на войну. Когда воины прибыли за ним в Итаку, Одиссей стал пахать поля, запрягши в плуг вола и осла, и засевая их солью. Паламед положил на борозду, по которой шёл Одиссей, младенца Телемаха. Одиссей не решился погубить своего единственного сына и вынужден был покинуть на долгие годы родную Итаку, возненавидев хитрого Паламеда. Во время осады Трои Паламед давал грекам ценные советы и оказывал неоценимые услуги. Он лечил травами раненых и больных, построил для греков маяк, чтобы суда, отплывшие от стана, могли пристать тёмной ночью. Привёз из Фракии пшеницу для войска, когда этого не смог сделать Одиссей. Согласно Птолемею Гефестиону и Дарету Фригийскому, становится командующим.
Согласно поэме «Киприи», Диомед и Одиссей утопили его, отправившись на рыбную ловлю. По более распространённому рассказу, из мести позднее Одиссей подбросил Паламеду в шатер золото и подложное письмо Приама с обещанием взятки, а затем обвинил его в измене, воспользовавшись тем, что Паламед советовал грекам закончить войну и вернуться на родину. По решению суда, Паламед был приговорён к смерти как предатель и побит камнями. Его тело вопреки воле Агамемнона, предал погребению герой Аякс Теламонид, который не поверил в измену. Согласно другой версии, его похоронили Ахилл и Аякс у Мефимны на Лесбосе.
Позднее за смерть сына грекам отомстил отец Паламеда Навплий. Имя Паламеда носит гора Паламиди над портом Навплий в Арголидском заливе.
Учеником Паламеда называется  Коринн, эпический поэт из Илиона, якобы ещё до Гомера написавший «Илиаду» и воспевший войну Дардана с пафлагонцами.

## Паламед в культуре
- Изображён в Аиде на картине Полигнота в Дельфах: безбородый, играет в кости с Терситом[19].
- «Защита Паламеда» — произведение древнегреческого софиста и ритора Горгия V века до н. э. «Защита Паламеда» была учебной речью. На её основе Горгий обучал риторике, аргументации и технике красноречия. Значение речи состоит в том, что в ней «отец риторики» Горгий применил несколько приёмов красноречия, которые потом активно использовали его многочисленные ученики. Также Горгий впервые, во всяком случае из дошедшей до нас античной литературы, описал технику двухшагового опровержения тезиса, получившую название «аргумента от противного»
- Действующее лицо трагедии Эсхила «Паламед» (фр.181-182 Радт), трагедии Софокла «Паламед» (фр.478-479 Радт), трагедии Еврипида «Паламед»[20], трагедии Астидаманта Младшего и Феодота «Паламед», а также ряда сатировских драм и комедий. О мести Навплия за сына Софокл рассказывает в трагедиях «Навплий приплывающий» и «Навплий-возжигатель».
- Именем Паламеда был назван первый шахматный журнал, издававшийся с 1836 в Париже.